# Pavel Šmejkal
Pavel Šmejkal (* 7. října 1966 Praha) je český novinář, publicista a redaktor. Po studiu českého jazyka a pedagogiky na Pedagogické fakultě Univerzity Karlovy v Praze pracoval jako redaktor (editor) v redakcích časopisu Strategie a deníku Lidové noviny. Do roku 2019 byl šéfredaktorem českého populárně-vědeckého časopisu (měsíčníku) 21. století, poté do konce roku 2021 měsíčníku Svět na dlani. V současné době působí jako editor v internetovém deníku Forum24. Ve své samostatné nebo spoluautorské publikační činnosti se zaměřuje na tematiku domácího protiněmeckého odboje za druhé světové války.
Je ženatý, jeho manželkou je bohemistka Martina Šmejkalová, a má dvě děti. 

## Výběr publikací
- ŠMEJKAL, Pavel a PADEVĚT, Jiří. Anthropoid. Vydání první. Praha: nakladatelství Academia, 2016. 199 stran. Průvodce. ISBN 978-80-200-2555-5. (vyšlo též v angličtině a v němčině)
- Vojtěch Kyncl a Jiří Padevět (eds.), Kamila Chvojková, Pavel Šmejkal, Adolf Vondrka. Ležáky a odboj ve východních Čechách. Vydání I. Praha: nakladatelství Academia, 2016. 268 stran. ISBN 978-80-200-2633-0.
- ŠMEJKAL, Pavel. Protektorátem po stopách parašutistů: vojáci - odbojáři - památníky. Vydání první. Praha: nakladatelství Academia, 2016. 1127 stran. Průvodce; 11858. ISBN 978-80-200-2614-9.
- ŠMEJKAL, Pavel a PADEVĚT, Jiří. Anthropoid. Druhé, doplněné vydání. Praha: nakladatelství Academia, 2017. 216 stran. Průvodce. ISBN 978-80-200-2753-5.
- ŠMEJKAL, Pavel. Silver A. Vydání první. Praha: nakladatelství Academia, 2018. 200 stran. Průvodce. ISBN 978-80-200-2808-2.
- ŠMEJKAL, Pavel. S Moskvou za zády: Zpravodajci – parašutisté – partyzáni'. Vydání první. Praha: nakladatelství Academia, 2021. 1028 stran. ISBN 978-80-200-3099-3.[1]
- ŠMEJKAL, Pavel. Pražská doprava a život civilní za 2. světové války.. Vydání první. Praha: Nakladatelství Pražské příběhy, 2025. 304 stran. ISBN 978-80-908735-9-9.
- ŠMEJKAL, Pavel. Průvodce povstaleckou Prahou.. Vydání první. Praha: nakladatelství Academia, 2025. 1544 stran. ISBN 978-80-200-3590-5.